# كهك (مقاطعة دليجان)
كهك (بالفارسية: کهک) هي قرية تقع في مركزي في إيران. يقدر عدد سكانها بـ 67 نسمة بحسب إحصاء 2016.